# Río Econfina
El río Econfina es un río menor que recorre parte de la región Big Bend de Florida, Estados Unidos y desemboca en la bahía Apalachee.
El río nace en la Bahía de San Pedro, cerca de la frontera entre los condados de Madison y Taylor, y fluye unas 35 millas (56 kilómetros) a través del Condado de Taylor hasta la bahía de Apalache. Tiene una cuenca de 239 millas cuadradas (619 kilómetros cuadrados).